# NGC 1527
NGC 1527 是位於时钟座南天的一個透镜状星系。該天體由蘇格蘭天文學家詹姆士·敦洛普於1826年9月28日所發現。它距离银河系約4700万光年。